# Olofström (gemeente)
Olofström is een Zweedse gemeente in Blekinge. De gemeente behoort tot de provincie Blekinge län. Ze heeft een totale oppervlakte van 415,4 km² en telde 13.524 inwoners in 2004.

## Plaatsen
| # | Plaats                              | Inwoneraantal |
| - | ----------------------------------- | ------------- |
| 1 | Olofström (plaats)                  | 7 382         |
| 2 | Jämshög                             | 1 543         |
| 3 | Kyrkhult                            | 999           |
| 4 | Vilshult                            | 357           |
| 5 | Gränum                              | 211           |
| 6 | Biskopsmåla och del av Hemmingsmåla | 96            |
| 7 | Hemsjö                              | 54            |

## Geboren in de gemeente
- Harry Martinson, Zweeds schrijver en dichter, Nobelprijswinnaar in 1974, geboren in Jämshög

Karlshamn · Karlskrona · Olofström · Ronneby · Sölvesborg